# Südwestfalen
Südwestfalen ist die Bezeichnung für den südlichen Teil der ehemaligen preußischen Provinz Westfalen. Diese Region bildet kein einheitliches Gebiet. Südwestfalen stellt weder einen eigenständigen bzw. gebietsidentischen Regierungsbezirk wie z. B. Ostwestfalen-Lippe, noch eine Metropolregion dar.
Gemäß Statistiken vom Landesbetrieb IT.NRW ist es die Industrieregion Nr. 1 in Nordrhein-Westfalen und, je nach Zählweise, liegt die Bevölkerungsanzahl zwischen 1,4 Mio. und 1,7 Mio. Menschen.

## Gebiet

WDR-Lokalzeit-Gebiete mit „Südwestfalen“ (Studio Siegen, hellblau; Regierungsbezirk Arnsberg ohne östliches Ruhrgebiet)

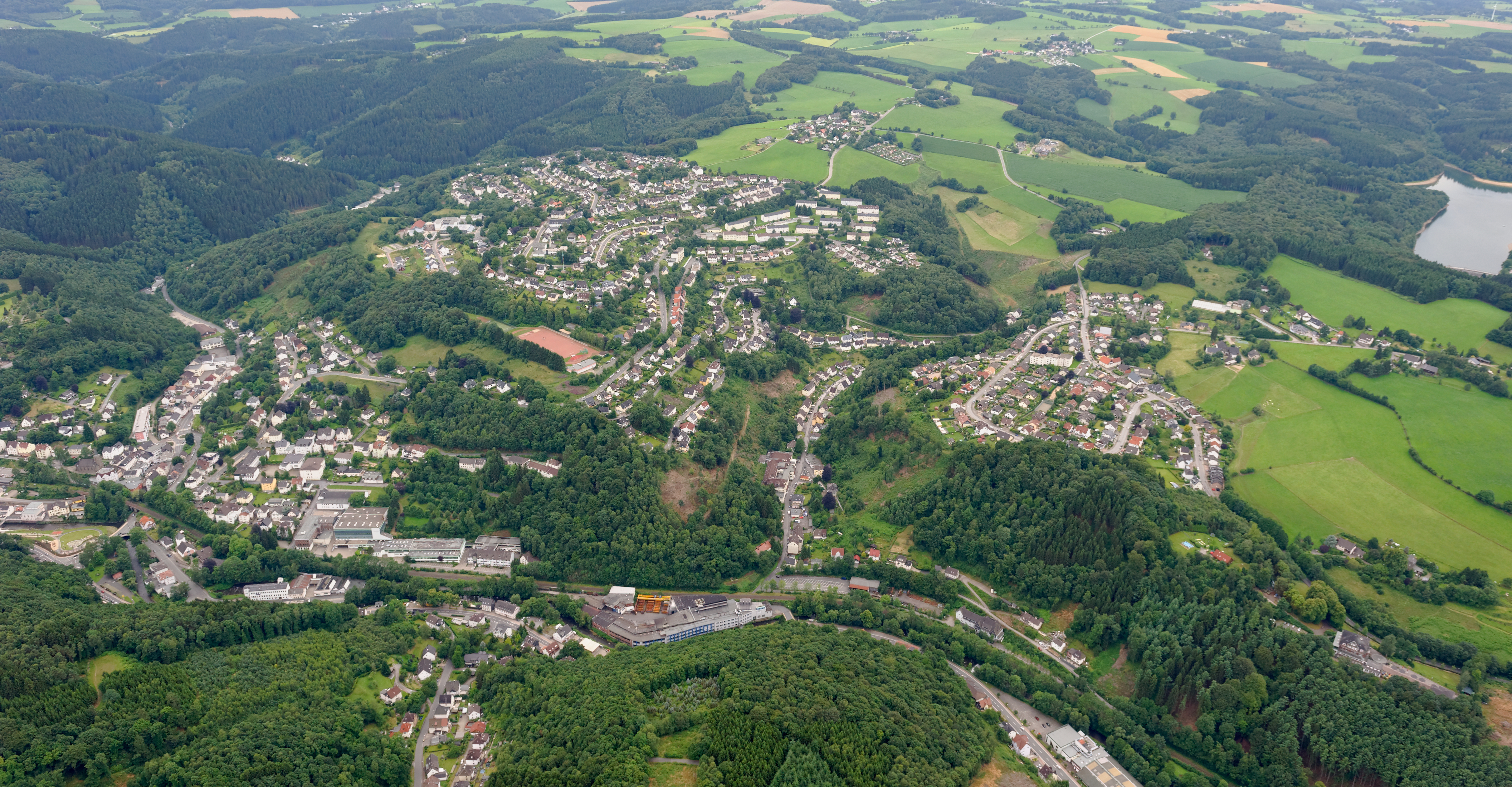
Schalksmühle hat NRW-weit das höchste Pro-Kopf-Einkommen und den höchsten Anteil von Einkommensmillionären.

Die Region Südwestfalen ist nicht genau abgegrenzt. Zu ihr gehören das Sauerland, das Siegerland, das Wittgensteiner Land und die Hellwegbörden ohne den Kreis Unna. Damit umfasst sie den größten Teil des Regierungsbezirks Arnsberg, jedoch ohne das Ruhrgebiet. Der Ennepe-Ruhr-Kreis und Hagen werden nur manchmal hinzugezählt, da sie stärker in die Gebietseinteilung des Ruhrgebiets einbezogen werden. Dies gilt jedoch nicht zwingend für das Zugehörigkeitsgefühl der Einwohner. Zu nennen sind hier insbesondere Breckerfeld oder Hagen-Dahl. Die einwohnerstärksten Städte Südwestfalens sind Siegen, Iserlohn, Arnsberg, Lüdenscheid und Lippstadt.

## Geographie und Natur

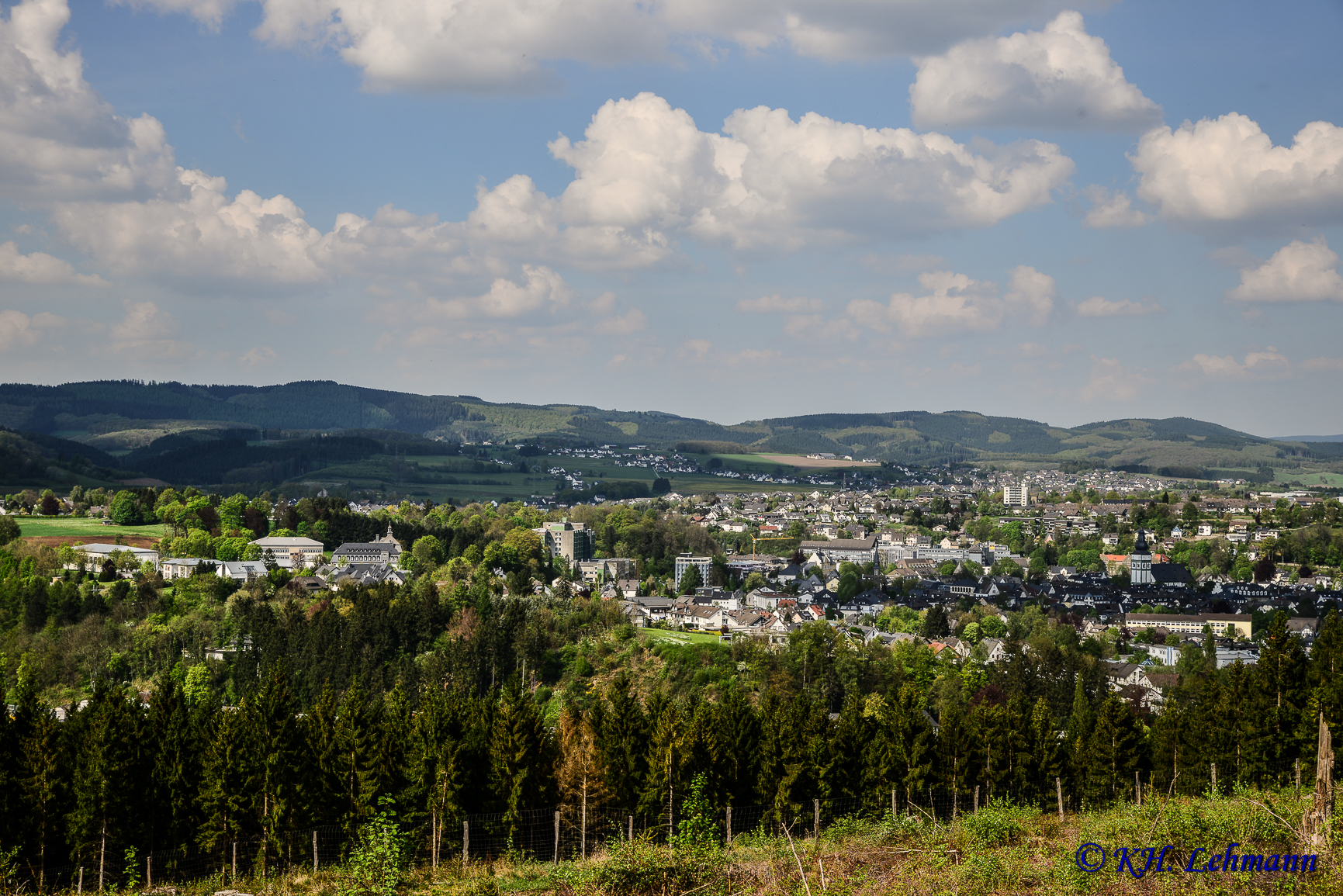
Typisch für Südwestfalen: eine kleine bis mittelgroße Stadt mit Gewerbegebiet, Altstadt und bewaldeten Hügeln (im Bild: Attendorn)

### Wald
Der größte Teil Südwestfalens ist durch eine Mittelgebirgslandschaft geprägt. Am Nordrand liegen die Hellwegbörden. Die fünf Kreise Hochsauerlandkreis, Märkischer Kreis, Olpe, Soest und Siegen-Wittgenstein haben eine Flächengröße von etwa 6200 km² (rund drei Viertel des Regierungsbezirks Arnsberg).
Südwestfalen verfügt über einen großen Waldreichtum, der sich in dieser Dominanz in keiner anderen Region Deutschlands findet. Fast 60 Prozent der südwestfälischen Fläche ist bewaldet. Der Kreis Siegen-Wittgenstein mit 66 Prozent Waldfläche ist der waldreichste Kreis Deutschlands. 65 Prozent des südwestfälischen Waldes sind im privaten Besitz – ebenfalls eine bundesweite Ausnahmestellung.
Die Naturparks Arnsberger Wald und Sauerland-Rothaargebirge erstrecken sich über eine Fläche von insgesamt rund 3500 km². Topographisch gesehen erstreckt sich Südwestfalen von der Tiefebene im Kreis Soest, dessen tiefster Punkt mit 65 m ü. NHN in der Lippeniederung liegt, über eine Mittelgebirgslandschaft bis zum Rothaargebirge im Südosten. Dort liegt der Langenberg, der mit 843 m ü. NHN der höchste Berg Nordrhein-Westfalens ist. Auch Nordrhein-Westfalens dritthöchster Berg, der Kahle Asten, liegt in Südwestfalen.
Entsprechend seinen landschaftlichen Gegebenheiten gibt es viele Naturschutzgebiete.
Bei Bad Berleburg befindet sich mit der Wisent-Wildnis eine Herde wildlebender Wisente, welche es so seit Jahrhunderten nicht mehr in Deutschland gab. Das Artenschutzprojekt ist deutschlandweit einmalig.

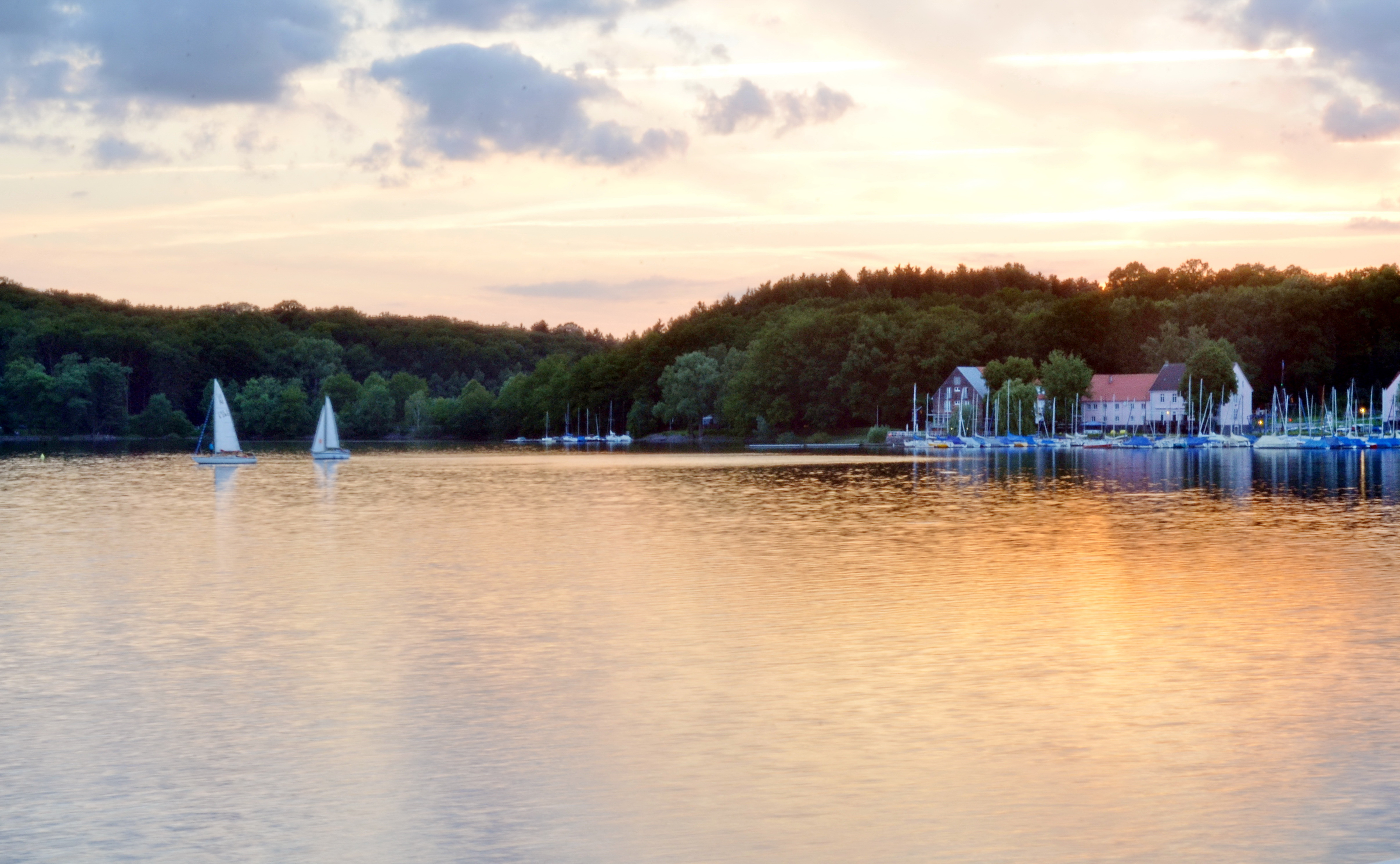
Ein kleiner Teil des Möhnesees bei Abenddämmerung

### Stauseen und Flüsse
Südwestfalen hat die größten Talsperren Nordrhein-Westfalens. Der Seilersee bzw. die Callerbach-, die Möhne-, die Henne-, die Sorpe-, die Glörtal-, die Bigge-, die Verse-, die Fürwigge-, die Obernautal- sowie die Diemeltalsperre speichern in abflussreichen Zeiten Wasser, das in Zeiten geringer natürlicher Wasserführung als Zuschusswasser an die Ruhr bzw. an die Weser abgegeben wird. Die Talsperren dienen damit einerseits dem Hochwasserschutz und andererseits der Niedrigwasseranreicherung der Ruhr in Trockenzeiten. Diese Stauseen dienen als Naherholungsgebiet und laden bspw. zu Wanderungen, zum Baden, zum Angeln und zum Übernachten ein.
Wichtige Flüsse sind Ruhr, Sieg, Lenne, Bigge und Möhne.

## Geschichte
Bis zum Ende des Heiligen Römischen Reiches zerfiel die Region in mehrere Herrschaftsgebiete. Hierzu zählten im Wesentlichen das kurkölnische Herzogtum Westfalen, die Grafschaft Mark, das Fürstentum Nassau-Siegen und die Wittgensteiner Grafschaften.
Caspar Christian Vogt von Elspe benutzte nachweislich im Jahre 1694 den Begriff Süderland/Sauerland.
Vogt von Elspe ist ein erloschenes Adelsgeschlecht des Herzogtums Westfalen. Der letzte Vogt von Elspe war bis zu seinem Tod im Jahr 1800 Gisbert Moritz Konrad. Seine Universalerbin Anna Luise Gisbertine von Bodelschwingh heiratete Karl Wilhelm Georg von Plettenberg, wodurch Städte wie Werl und Schwerte in den Besitz der Familie von Plettenberg übergingen. Von Plettenberg wiederum ist ein westfälisches Uradelsgeschlecht, welches sich gesichert bis zum Jahr 1187 zurückverfolgen lässt. An das Herzogtum Westfalen grenzte die Grafschaft Mark an, die sich namensmäßig auch heutzutage noch in den Namen Märkischer Kreis und Märkisches Sauerland wiederfindet. Die Grafschaft erstreckte sich über 3000 km² von Hamm (Burg Mark) über Altena bis Soest. Ebenfalls an das Herzogtum Westfalen grenzte das Fürstentum Nassau-Siegen, das sich 1606 vom Haus Nassau-Dillenburg abspaltete und die neue Linie des Hauses Nassau-Siegen begründete. Das Haus Sayn-Wittgenstein wiederum ist ein Geschlecht früheren deutschen Hochadels. Beides sind ehemalige Grafschaften.
Im Wiener Kongress wurde die Region dem Königreich Preußen zugeteilt und bildete, neben dem Münsterland, Ostwestfalen-Lippe und dem Ruhrgebiet, einen Teil der neu gegründeten Provinz Westfalen. Die Stadt Arnsberg wurde Sitz des Regierungspräsidenten und damit eines der drei politischen Zentren dieser Provinz. Seit 1946 ist Südwestfalen ein Teil des Landes Nordrhein-Westfalen.

## Wirtschaft und Infrastruktur
Hunderte Mittelständler und Familienunternehmen verschiedener Industriebranchen, insbesondere in den Bereichen Automotive, Elektrotechnik, Gebäudetechnik und Metall- und Maschinenbau, davon viele Hidden Champions, haben ihren Sitz in der Region. 70 % der deutschen Produktion von Schaltern und Steckdosen, 60 % der Sanitärarmaturen und jede zweite in Deutschland hergestellte Leuchte kommen aus Südwestfalen.
Der Beschäftigtenanteil im produzierenden Gewerbe beträgt 47 Prozent. Dies ist deutschlandweit der dritthöchste und in Nordrhein-Westfalen der höchste Wert. Weitere Wirtschaftszweige sind die Land- und Forstwirtschaft, das Handwerk sowie der Dienstleistungssektor (Handel, Beratung und Tourismus). Mit etwa 6.000 ha Anbaufläche befindet sich eine der größten Weihnachtsbaumkulturen Deutschlands und Europas in Südwestfalen.
Zu den größten Unternehmen, sowohl mitarbeiter- wie umsatzseitig, gehören unter anderem Gedia, Hueck, Kirchhoff, Kostal, Mubea, OBO Bettermann, Otto Fuchs, SSI Schäfer, Trilux, Viega und Vossloh. Vossloh und Centrotec Sustainable sind zudem börsennotiert.
Viele der heimischen Unternehmen sind inhabergeführte Familienunternehmen, zum Teil in 5. Generation (wie bei der Veltins Brauerei) und darüber hinaus. So wurde die Brauerei Bosch 1705 gegründet und ist das älteste Unternehmen im Wittgensteiner Land. Der Metallverarbeiter und Kaminhersteller Olsberg blickt sogar auf eine Historie von 450 Jahren zurück.

### Unternehmen
Regelmäßig erheben die örtlichen Industrie- und Handelskammern anhand der Kriterien „Eigenständigkeit und operative Führung“, „international relevantes Produkt/Dienstleistung“, „quantitativ oder qualitativ umsatzstärkste Top 3 ihres Marktes“ die Marktstellung von Unternehmen in der Region. Aktuell (Stand 2018) sind dies 153 Betriebe.
| ABUS August Bremicker Söhne        | Achenbach Buschhütten | ALANOD                         | Aquatherm                        | ASO                             | Albrecht Bäumer                    | Bender & Wirth                        | Behr-Hella Thermocontrol         |
| Berghoff                           | Ferdinand Bilstein    | BIW Isolierstoffe              | Brökelmann, Jäger und Busse      | Bombardier Transportation       | BRILEX                             | BSW Berleburger Schaumstoffwerk       | BURG F. W. Lüling                |
| burgbad                            | Busch & Müller        | Leuchten BUSCH                 | CENTROTHERM Systemtechnik        | CONEC Elektronische Bauelemente | DANGO & DIENENTHAL Maschinenbau    | DESCH Antriebstechnik                 | Dometic                          |
| DORMA                              | Aloys F. Dornbracht   | DST Dauermagnet System Technik | Eibach Industries                | EJOT Holding                    | EMG Automation                     | ERCO                                  | Jakob Eschbach                   |
| FM-Plast                           | Josef Fröhling        | FROHN                          | Otto Fuchs                       | J. D. Geck                      | Heinrich Georg                     | Gontermann-Peipers                    | Goodrich Lighting Systems        |
| Gottschalk                         | Theodor Gräbener      | GROHE                          | Federnwerke J.P. Grueber         | Guntermann & Drunck             | Harburg-Freudenberger Maschinenbau | H & T Marsberg                        | I. + A. Hark Orchideen           |
| HASCO Hasenclever                  | HBPO                  | TA Heimeier                    | Heicks Industrieelektronik       | Hella GmbH & Co. KGaA           | Gustav Hensel                      | Maschinenfabrik Herkules              | HESS Maschinenfabrik             |
| Accumulatorenwerke HOPPECKE        | Carl Zoellner & Sohn  | Wilhelm Humpert                | Hunold + Knoop Kunststofftechnik | HydroPhon Kunststofftechnik     | IDEAL-Werk C. + E. Jungeblodt      | Infineon Technologies                 | Infineon Technologies Bipolar    |
| IQfy                               | ITH                   | JOST                           | TSUBAKI KABELSCHLEPP             | A. + E. Keller                  | Gebr. Kemper                       | KettenWulf                            | Kettler                          |
| KIRCHHOFF Gruppe                   | ERNST KOCH            | KONTRA Anlagentechnik          | Leopold Kostal                   | KRAH Unternehmensholding        | Küberit Profile Systems            | Kuchenmeister                         | Kusch+Co                         |
| Hugo Lahme                         | Lahme                 | Werner Langer                  | LINN Gerätebau                   | Märkisches Werk                 | MEDICE Arzneimittel Pütter         | MeisterWerke Schulte                  | MENNEKES Elektrotechnik          |
| Franz Miederhoff                   | MK Metallfolien       | MPG – Mendener Präzisionsrohr  | MUBEA Tailor Rolled Blanks       | NEOSID Pemetzrieder             | Neubauer Automation                | Nölle-Pepin                           | OBO BETTERMANN                   |
| Olsberg Hermann Everken            | Oventrop              | Ernst Pennekamp                | platzmann federn                 | pmdtechnologies                 | Pöttker Auszugsysteme              | Presspart                             | QASS                             |
| Rudolf Rafflenbeul                 | rbr Messtechnik       | REMBE® GmbH Safety + Control   | RINK                             | Ritzenhoff                      | Schäfer Werke                      | Schäffer Maschinenfabrik              | Schlüter-Systems                 |
| SCHMETZ                            | Schniewindt           | Schroth Safety Products        | Rolf Schütt                      | SELVE                           | SKS metaplast Scheffer-Klute       | SMS group                             | SPAX International               |
| Günther Spelsberg                  | SUDHAUS               | SVT                            | Taprogge                         | THIELE                          | ThyssenKrupp Bilstein              | ThyssenKrupp Rothe Erde               | Tital                            |
| TMT – Tapping Measuring Technology | TRACTO-TECHNIK        | Transfluid Maschinenbau        | TRILUX                           | Albert Turk                     | UMAREX Sportwaffen                 | Erich Utsch                           | VDM Metals                       |
| VETTER Krantechnik                 | VIEGA                 | Jörg Vogelsang                 | Vossloh                          | Vossloh-Schwabe                 | VSE Volumentechnik                 | Heinrich Wagner Sinto Maschinenfabrik | WaldrichSiegen Werkzeugmaschinen |
| C. D. Wälzhol                      | WEMA                  | WEPA Hygieneprodukte           | WESTFALIA Metallschlauchtechnik  | WHW Walter Hillebrand           | Casp. Arn. Winkhaus (CAW)          | Wippermann jr.                        | Wrede Industrieholding           |
| Zepter Flugtechnik                 | Zoz                   |                                |                                  |                                 |                                    |                                       |                                  |

### Bekannte Produkte
Der Mennekes-Stecker, Batterien und Ladestationen von Hoppecke, Türen von ECO Schulte, Strümpfe von Falke, Küchen- und Elektrogeräte von Severin, Bad- und Küchenarmaturen von Grohe, Dornbracht und Keuco, Küchentücher und Toilettenpapier von WEPA, Gläser von Ritzenhoff, Schlösser und Tresore von Burg-Wächter, SIKU-Spielzeugmodelle, Wilesco-Dampfmaschinen, Felgen und Räder von Borbet, Arzneimittel von Medice, Büroartikel von Durable, Motorradbekleidung von Römer sowie die Biere von Krombacher, Veltins und Warsteiner sind einige bekannte Produkte, die in südwestfälischen Städten hergestellt und vertrieben werden. Auch die heutzutage typischen Entsorgungsbehälter (Mülltonnen, Müllcontainer) aus Kunststoff haben ihren Ursprung in Südwestfalen, respektive Iserlohn.

### Handwerkskammern
Die Handwerkskammer Südwestfalen hat ihren Sitz in Arnsberg. Zum Kammerbezirk gehören der Hochsauerlandkreis, der Märkische Kreis, der Kreis Olpe und der Kreis Siegen-Wittgenstein. Insgesamt bestehen in ihrem Bereich rund 11.300 Handwerks- und handwerksähnliche Betriebe mit etwa 84.000 Beschäftigten. Dagegen ist die Südwestfälische Industrie- und Handelskammer nur für Hagen, den Märkischen Kreis und einen Teil des Ennepe-Ruhr-Kreises zuständig. Der Einzelhandelsverband Südwestfalen ist außerdem für den Ennepe-Ruhr-Kreis zuständig.

### Verkehrsanbindung
Angrenzend, als auch innerhalb Südwestfalens liegen die Autobahnen A4, A44, A45, A46 und A445.
In Südwestfalen gibt den Regionalflughafen Siegerland, über den aber kein regelmäßigem Linienverkehr angeboten wird.
Darüber hinaus gibt es die Verkehrslandeplätze Arnsberg-Menden, Altena-Hegenscheid und Meschede-Schüren. Weiterhin gibt es einige Sonderlandeplätze.
Die nächstgelegenen Flughäfen mit regelmäßigem Linienverkehr sind die Flughäfen Paderborn/Lippstadt, Dortmund, Düsseldorf und Köln-Bonn.

### Bildung

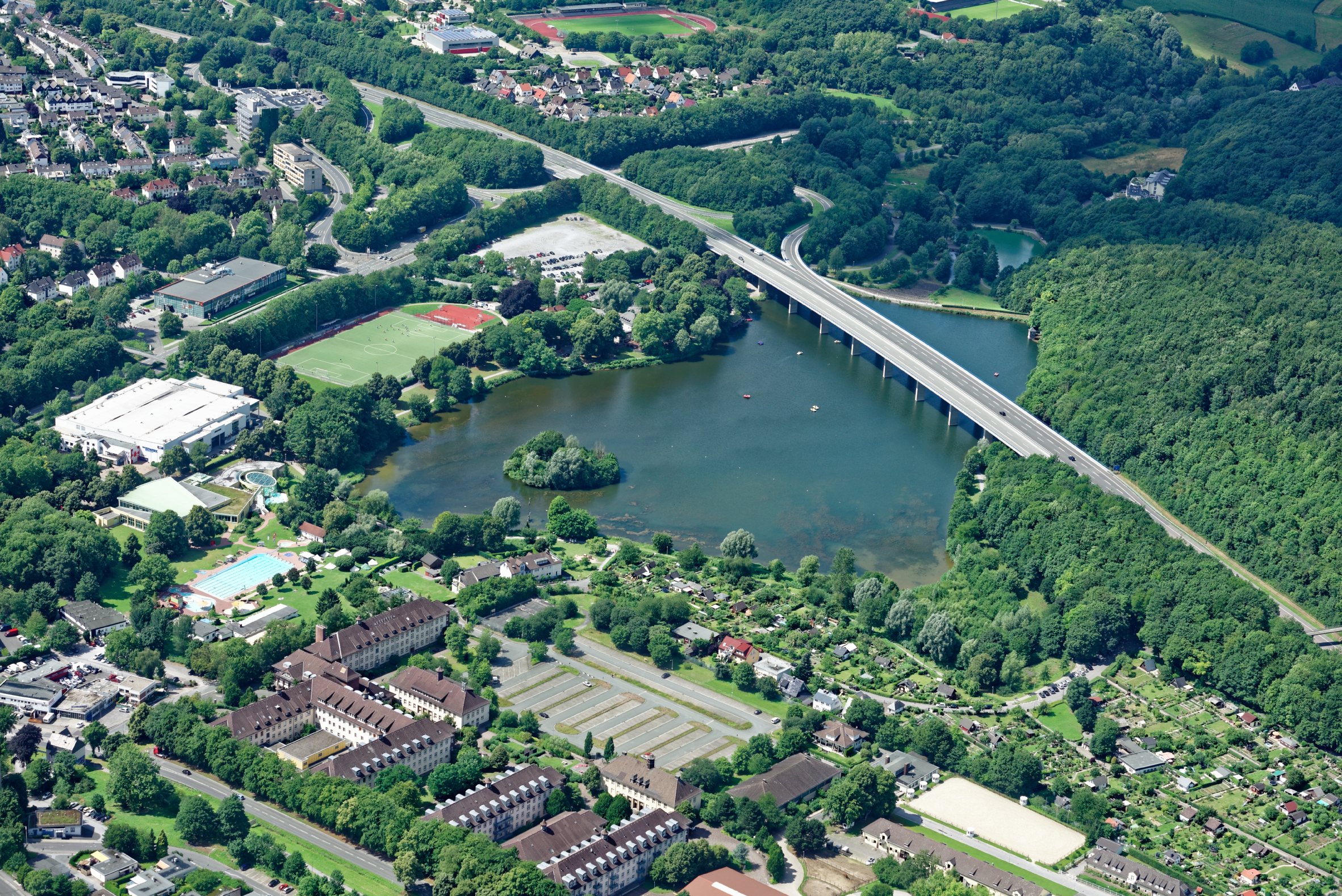
Der Iserlohner Campus der UE bzw. BiTS liegt unmittelbar am Seilersee

In der Fachhochschule Südwestfalen mit Sitz in Iserlohn und Standorten in Hagen, Meschede, Soest und Lüdenscheid waren zum Wintersemester 2017/18 13.276 Studierende eingeschrieben. Ihr Studienangebot ist ingenieurswissenschaftlich, informationstechnisch sowie betriebs- und agrarwirtschaftlich geprägt.
In der Universität Siegen waren zum Wintersemester 2017/18 19.350 Studierende eingeschrieben. Sie bietet ein naturwissenschaftlich-technisches, bildendes und architektonisches, philosophisch-theologisches und wirtschaftliches Studienangebot.
Die private Hochschule UE (vormals BiTS Iserlohn) verteilt sich auf die Standorte Iserlohn, Berlin und Hamburg und ist spezialisiert auf einzelne Disziplinen der Betriebswirtschaftslehre, z. B. Wirtschaftspsychologie, Digital Business, Medien-Management, o. ä.
Die Hochschule Hamm-Lippstadt bietet einen interdisziplinären Studienkanon aus betriebswirtschaftlichen, technischen und naturwissenschaftlichen Gebieten, z. B. Biomedizin, Computervisualistik, Mechatronik und weiterem.
Hinzu kommen in angrenzenden Städten die Westfälische Wilhelms-Universität Münster, die Technische Universität Dortmund, die Fachhochschule Dortmund, die Fernuniversität in Hagen und weitere Hochschulen des Ruhrgebietes, Münsterlandes und Ostwestfalens.

## Freizeitgestaltung

### Kultur

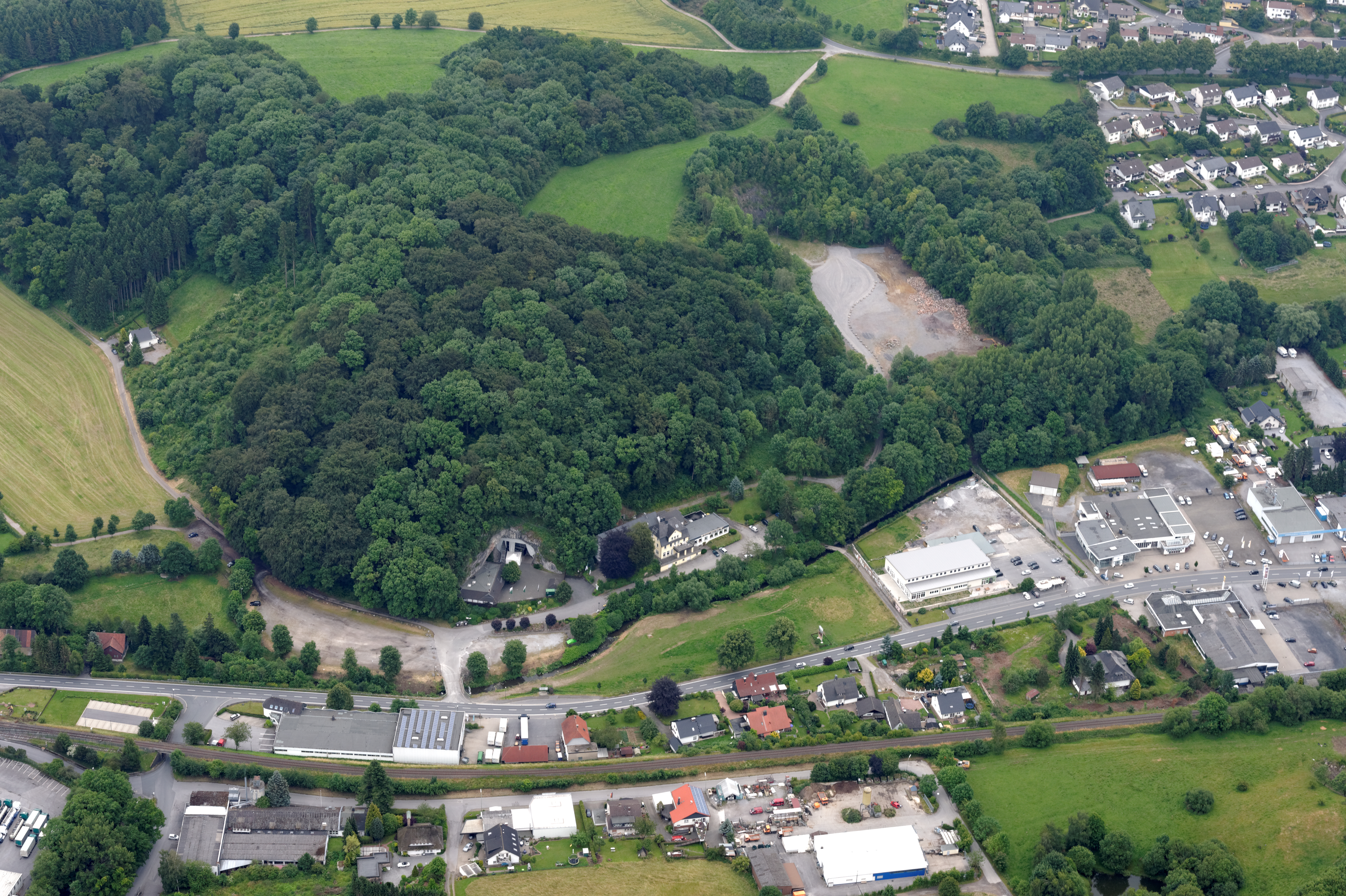
Mittig der Eingang zur Balver Höhle, Europas größter offener Kulturhöhle und Stätte verschiedener Veranstaltungen

Ein bedeutendes Brauchtum ist das Schützenwesen, das in den einzelnen Ortschaften von Schützenbruderschaften, Musikvereinen und Chören getragen wird. Hervorzuheben sind hierbei die Schützenfeste in Balve und in der Lürbke. Ersteres, da es in einer Höhle stattfindet und Letzteres, da dort mehr Menschen Mitglied im Schützenverein sind, als die Lürbke Einwohner hat (Verhältnis im Jahr 2013: Auf einen Einwohner kommen acht Schützenmitglieder).
Das seit 1833 stattfindende Stünzelfest in Bad Berleburg ist gleichermaßen Tierschau, Jahrmarkt und Volksfest mit mehr als 10.000 Besuchern pro Jahr.
In vielen Städten findet jährlich eine Kirmes statt, z. B. die Wendsche Kärmetze in Wenden (Sauerland) als größtes Volksfest Südwestfalens mit mehr als 300.000 Besuchern pro Jahr, die Pfingstkirmes in Menden (Sauerland), die Allerheiligenkirmes in Soest (die bereits 680-mal stattfand und im Guinness-Buch der Rekorde als größte Innenstadtkirmes Europas steht) sowie in Brilon die Michaeliskirmes mit über 500-jährigem Bestehen.
In Warstein findet der europaweit größte Heißluftballon-Wettbewerb, die Internationale Montgolfiade statt.
Die Stadt Werl mit der Wallfahrtsbasilika Mariä Heimsuchung ist darüber hinaus der drittgrößte deutsche Wallfahrtsort.

### Burgen, Schlösser und Museen

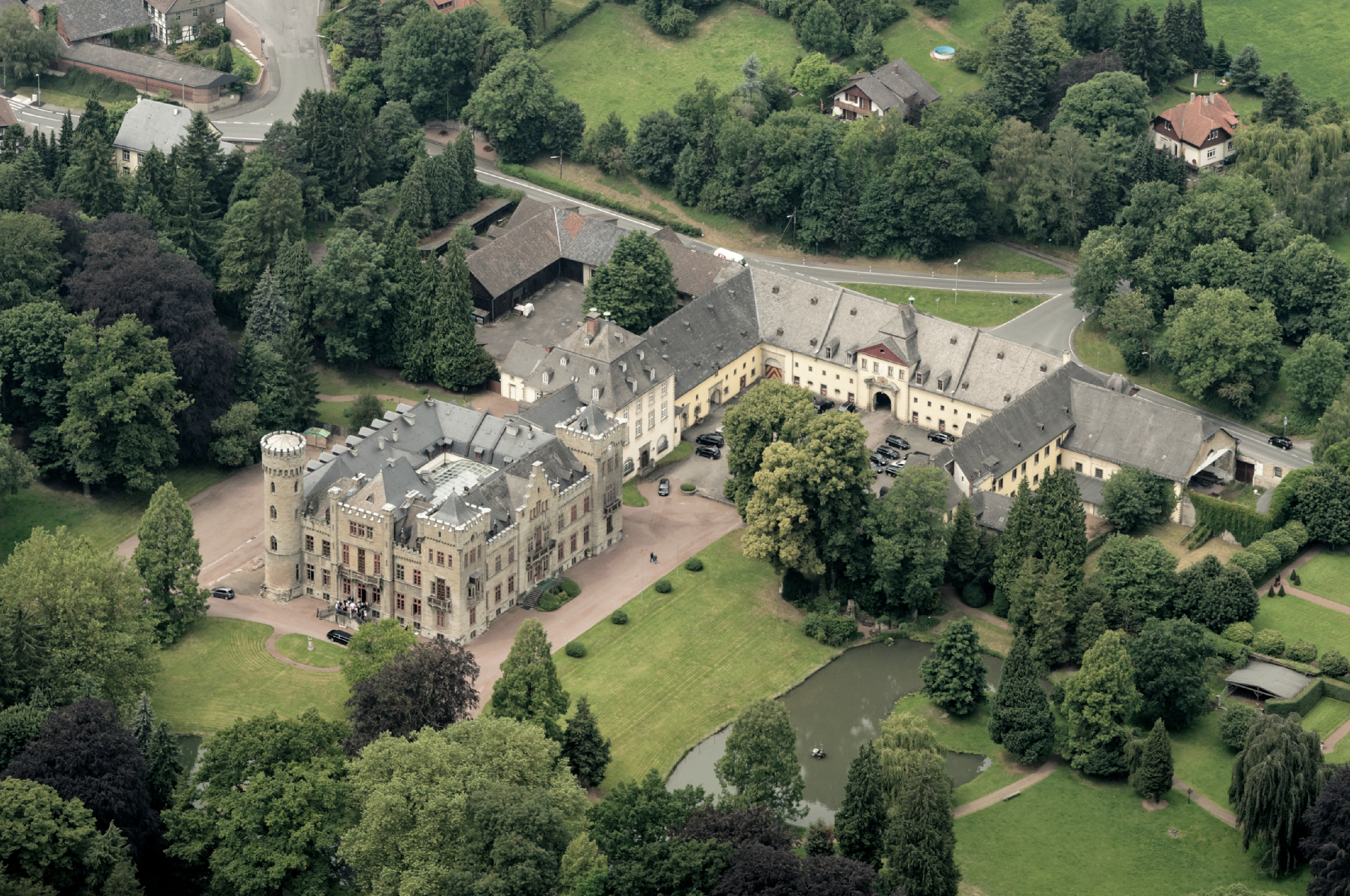
Schloss Herdringen, Ort verschiedener Events; diente bis 2008 auch als Kulisse für verschiedene Filmaufnahmen

Zahlreiche Burgen, Schlösser und Museen finden sich in Südwestfalen. Dazu gehören: Schloss Herdringen, Schloss Alme, Schloss Arnsberg, Burg Schnellenberg, Schloss Berleburg, Schloss Wocklum, Stift Cappel, Schloss Eringerfeld, die Ginsburg, Schloss Hovestadt, Schloss Adolfsburg, Schloss Junkernhees, Burg Bilstein, Schloss Lehnhausen, die Stiftsruine Lippstadt, Stift Keppel, Schloss Neuenhof, Schloss Badinghagen, das Siegener Obere Schloss und Untere Schloss, Schloss Körtlinghausen und Schloss Melschede.
Heraus ragt die Burg Altena, denn die im 12. Jahrhundert entstandene Burg ist die erste ständige Jugendherberge der Welt, seit dort eine von Richard Schirrmann 1914 errichtet wurde.
Insgesamt liegen in den fünf südwestfälischen Landkreisen(Märkischer Kreis, Hochsauerlandkreis, Kreis Siegen-Wittgenstein, Soest und Olpe) 137 Burgen und Schlösser.
In Balve-Wocklum befindet sich mit der Luisenhütte die älteste mit vollständiger Einrichtung erhaltene Hochofenanlage Deutschlands und wurde 2003 als Denkmal von nationaler kultureller Bedeutung eingestuft. Im Freudenberger Technikmuseum ist eine Sammlung historischer Nutzfahrzeuge ausgestellt, darunter eine Dampfmaschine von 1904. In Lüdenscheid steht mit der Phänomenta das erste Science Zentrum NRWs. Besucher können dort durch ihr eigenes Handeln grundlegende Phänomene der Physik und Technik mit ihren Sinnen erfassen und verstehen.
In Siegen gibt es das Museum für Gegenwartskunst und in Erndtebrück steht ein noch teilweise für Ausbildungszwecke genutzter Luftverteidigungsbunker. Das dortige Militärgelände beherbergt zudem ein entsprechendes Museum und einen Paintball-Park. Im Museum „Haus Hövener“ bei Brilon finden sich Dinosaurier-Exponate sowie im Original erhaltenen Möbel und Accessoires, wodurch die Wohnkultur und das Leben von 1870 bis 1910 authentisch erlebt werden kann.

### Veranstaltungsorte
Stätte für Theateraufführungen, Konzerte und Shows sind die Siegerlandhalle, das Apollo Theater Siegen, das Sauerland-Theater Arnsberg, das Parktheater Iserlohn, der Sauerlandpark Hemer, das Kulturhaus Lüdenscheid, die Festspiele Balve, die Wilhelmshöhe Menden sowie die Stadthalle und das Kulturhaus „Alter Schlachthof“ in Soest. Musiker, Chöre, Comedians und Theater-Ensembles treten in diesen Veranstaltungsorten auf.
Auf den Freilichtbühnen in Herdringen, in Freudenberg und in Hallenberg werden für Familien mit Kindern auch Märchen aufgeführt.
Im Freizeitpark Fort-Fun in Bestwig-Wasserfall und im Panorama-Park Sauerland Wildpark in Kirchhundem werden verschiedene Shows aufgeführt.

### Sport
Dank seines Waldreichtums und der Seen lassen sich in Südwestfalen viele Outdoor-Sportarten betreiben, z. B. das Wandern, das Nordic Walking, das Rad fahren und Mountainebiken, das Klettern, das Baden und das Segeln. Hierbei ist auch der Wildwald Voswinkel zu erwähnen.
Die Seen, wie der Möhnesee oder der Sorpesee sind touristisch sehr gut erschlossen und bieten umfangreiche Unterkunfts-, Gastronomie und Unterhaltungsmöglichkeiten an. Wasserfreunde ist in Plettenberg das Freizeitbad Aquamagis zu empfehlen.
Da auch viele Höhlen vorhanden sind (u. a. Dechenhöhle, Reckenhöhle, Attahöhle und diverse Kleinere im Hönnetal) sind Höhlenerkundungen und -Forschungen ebenfalls zu erwähnen.
Von Werl nach Soest findet Deutschlands größter Silvesterlauf statt. Die Strecke beträgt 15 km.

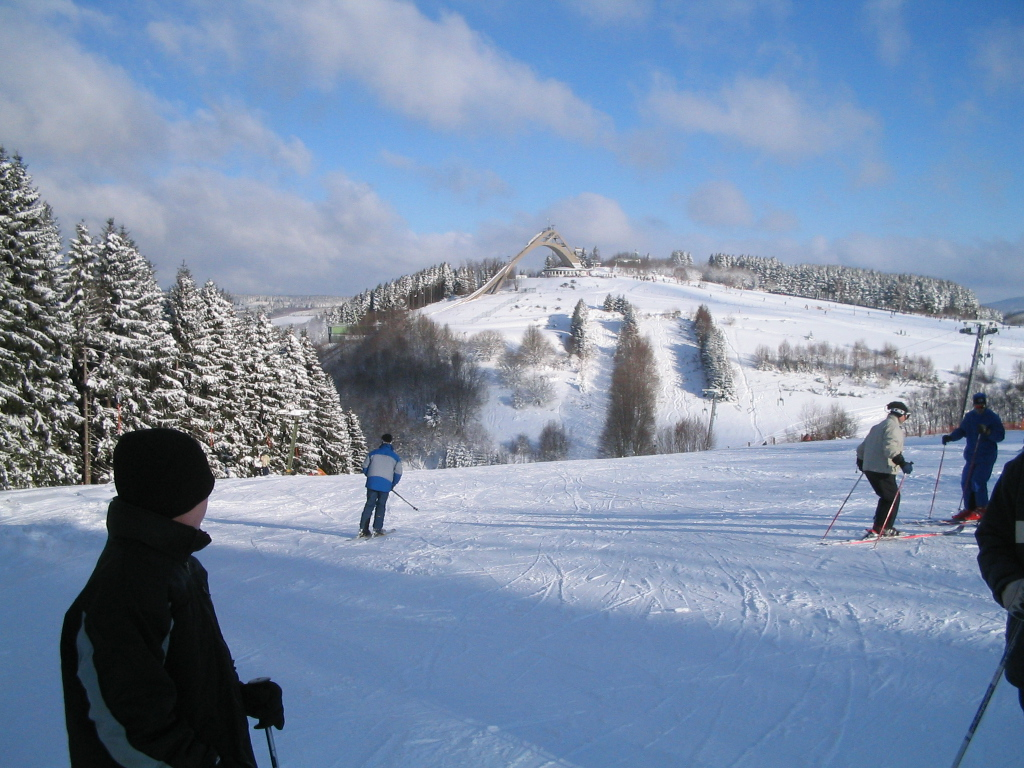
Das Skigebiet Winterberg mit der St.-Georg-Schanze im Hintergrund

Sehr beliebt sind zudem Wintersportarten, wie Ski- und Snowboarding und der Bob- und Rodelsport. Hervorzuheben sind der Eishockey-Club Iserlohn Roosters sowie die Bobbahn und das Skiareal in Winterberg. In der Nähe befindet sich ebenfalls die Skisprungschanze und das Skigebiet Willingen. Ein kleineres Skigebiet findet sich in Wildewiese.
Auf dem Gelände der Bobbahn befinden sich ebenfalls eine Sommerrodelbahn, ein Bikepark und die Panorama-Erlebnisbrücke mit Aussichtsplattformen, einem Naturerlebnispfad und sog. Spaßelementen auf der Brücke selbst.
Deutschlandweit bekannt ist das seit 70 Jahren bestehende Balver Optimum, einem jährlichen Reitturnier im Dressur- und Springreiten. Es richtet seit 2011 und bis 2025 (Stand: 2018) die Deutschen Meisterschaften in diesen Disziplinen aus.
Eine junge Sportart ist Segway-Polo, welches von Hemeraner und Balver Mannschaften gespielt wird. Die Balver Mammuts waren Deutscher Meister, Europameister und Weltmeister.
Auch gibt es zahlreiche Fußballvereine in den Kreis-, Verbands- und Oberligen, der bekannteste ist der ehemalige Zweitligaverein Sportfreunde Siegen.

## Förderprogramm Regionale
Vom Institut für Demoskopie Allensbach wurde im Auftrag des Kreises Soest, des Hochsauerlandkreises, des Märkischen Kreises, des Kreises Olpe sowie des Kreises Siegen-Wittgenstein die Südwestfalen-Studie 2007 erstellt, in der die Menschen über Lebensqualität und Regionalbewusstsein befragt wurden. Die genannten Kreise traten zunächst als Arbeitskreis und ab dem Jahr 2007 gemeinsam unter dem Dach Südwestfalen auf und haben sich 2006 um die Ausrichtung des NRW-Strukturförderprogramms Regionale 2013/2016 beworben und die Regionale 2013 ausgerichtet.
2017 erhielten die Region Südwestfalen, die Region Bergisches Rheinland mit dem Oberbergischen Kreis, Teilen des Rhein-Sieg-Kreises und dem Rheinisch-Bergischen Kreis und der Region Ostwestfalen-Lippe mit den Kreisen Gütersloh, Herford, Höxter, Lippe, Minden-Lübbecke und Paderborn sowie der kreisfreien Stadt Bielefeld den Zuschlag für die Regionale 2022/2025.

## Trivia
- In Nehden und Balve finden sich Dinosaurier-Funde (u. a. Zähne)
- In der Balver Höhle lagerten bereits vor 100.000 bis 40.000 Jahren Järgergruppen. Daher gilt die Balver Höhle als älteste Kulturhöhle Europas.
- Das Freizeitbad Aquamagis in Plettenberg war deutschlandweit das erste mit einer Loopingrutsche sowie weltweit mit einer Windrutsche.[21]
- Die Inlineskater der Samurai Iserlohn sind mit 30 Stunden am Stück gespieltem Inlineskater-Hockey Weltrekordhalter.
- Bei Niederholzklau steht die etwa 650 Jahre alte Bärenwaldeiche. Sie ist ein Naturdenkmal.

## Persönlichkeiten
Personen mit überregionaler Bekanntheit und Wirkung, die gebürtig aus den obigen südwestfälischen Orten stammen, sind unter anderem:
- Günther Abel (* 1956), Wintersportler/Olympiateilnehmer
- Carl Berg (1851–1906), Unternehmer der Aluminium- und Elektroindustrie. Zudem stark involviert in den Bau der Zeppelin-Luftschiffe
- Herbert Berg (1905–1988), Sohn von Carl Berg, Chemiker und Erfinder (sog. Wacker-PVC)
- Wilhelm Bergenthal (1805–1893), Unternehmer in der Montanindustrie
- Ulrich Bettermann (* 1946), Unternehmer, er stellte das Flugzeug bereit, mit dem der Ex-Oligarch Michail Chodorkowski 2013 nach Ende seiner Haft Russland verließ
- Wilhelm Bonse-Geuking (* 1941), Manager, u. a. Mitglied der Konzernführung des Minerölkonzerns BP
- Uli Borowka (* 1962), Ex-Fußballspieler
- Jochen Busse (* 1941), Kabarettist
- Dieter Buttgereit (1932–2010), Unternehmer, gründete die Plettenberger Eisenwaren GmbH
- Paul Breuer (* 1950), CDU-Politiker
- Alfred Colsman (1873–1955), Manager, u. a. Generaldirektor des Zeppelin-Konzerns und Gründer der Sozialwerks Zeppelin-Wohlfahrt
- Josef Cosack (1801–1879), Unternehmer der Eisen- und Drahtindustrie sowie großer Landeigner in Westfalen und Norddeutschlands
- Collin Danielsmeier (* 1980), Sportler, Rekordspieler der Iserlohn Roosters (684 Partien)
- Katja Danowski (* 1974), Schauspielerin
- Arthur Deicke (1882–1958), Konstrukteur v. a. von Flugzeugen
- Gustav Edelhoff (1900–1986), Unternehmer und Erfinder in der Entsorgungsbranche
- Franz Falke (1885–1951), Paul Falke (1920–1990), Albert Falke (1922–2010), Vater und Söhne, allesamt Unternehmer und CDU-Kommunalpolitiker
- Denis Feix (* 1975), Koch mit zwei Michelin-Sternen
- Karl-Friedrich Fischbach (* 1948), Molekularbiologe
- Andrea Fischer (* 1960), Politikerin (Bündnis 90/Die Grünen)
- Roland Flach (* 1944), Manager, u. a. Vorstandsvorsitzer der Klöckner Werke
- Friedrich Flick (1883–1972), Unternehmer (Flick-Konzern)
- Joachim Frank (* 1940), Biophysiker und Träger des Nobelpreises für Chemie
- Dagmar Freitag (* 1953), SPD-Politikerin
- Heinrich Heide (1846–1931), Unternehmer für Süßwaren (v. a. Bonbons) in New York und Mäzen
- Fritz Honsel (1888–1964), Unternehmer
- Alfred Hueck (1889–1975), Jurist mit bedeutenden Arbeiten zu wirtschaftsjuristischen Themen, u. a. Arbeitsrecht und Aktiengesellschaften
- Oskar Eduard Hueck (1886–1966), Unternehmer und Erfinder in der Aluminiumindustrie
- Franz Hübner (* 1950), Sportler/Olympiasieger im Segeln mit Harro Bode
- Annerose Iber-Schade (1923–2020), Unternehmerin und erste Frau in der Monopolkommission
- Kuno Kämper (1922–2012), Unternehmer und Pionier von Sicherheitsgurten für Autos
- Stephan Kampwirth (* 1967), Schauspieler
- Wilhelm Killing (1847–1923), Mathematiker, auf ihn charakteristische Gleichung einer Matrix zurück (Killing-Vektorfeld)
- Jochen F. Kirchhoff (1927–2019), Unternehmer (vgl. Kirchhoff Gruppe)
- Paul Kleinschnittger (1909–1989), Automobilkonstrukteur, baute den ersten deutschen Kleinwagen nach dem Zweiten Weltkrieg in Serie (Kleinschnittger F 125)
- Helmut Kostal (1944–2015), Unternehmer, er internationalisierte das Familienunternehmen, und war kommunalpolitisch aktiv (CDU)
- Jean Pierre „JP“ Kraemer (* 1980), Unternehmer (Auto-Tuning) und YouTuber
- Peter Kremer (* 1958), Schauspieler
- Florian Kringe (* 1982), Ex-Fußballspieler
- Franz Anton Lohage (1815–1872), Chemiker und Erfinder (u. a. Puddelverfahren, Gussstahlblöcke)
- Peter Lohmeyer (* 1962), Schauspieler
- Gina Lückenkemper (* 1996), Leichtathletin (Sprint)
- Friedrich Merz (* 1955), CDU-Politiker und Rechtsanwalt
- Georg Milbradt (* 1945), CDU-Politiker und Ökonom
- Sabrina Mockenhaupt (* 1980), Leichtathletin (Langstreckenläuferin)
- Franz Müntefering (* 1940), SPD-Politiker
- Silvia Neid (* 1964), Ex-Fußballspielerin und Nationaltrainerin
- Robert Ochsenfeld (1901–1993), Physiker, Mitentdecker des Meißner-Ochsenfeld-Effekts
- Wolfgang Paul (* 1940), Ex-Fußballspieler
- Theodor Pröpper (1896–1979), Kirchenmusikdirektor, Mitbegründer des Sauerländer Heimatbundes
- Gustav Pütter (1907–1977), Unternehmer (Gründer von Medice) und Heilpraktiker, erfand den Pütter-Verband
- Johannes Remmel (* 1962), Politiker (Bündnis 90/Die Grünen)
- Peter Paul Rubens (1577–1640), Maler
- Rudolf Ruer (1865–1938), Chemiker
- Karl-Heinz Rummenigge (* 1955), Fußballspieler und -Funktionär (u. a. FC Bayern München)
- Nuri Şahin (* 1988), Fußballspieler (u. a. Borussia Dortmund)
- Günther Saßmannshausen (1930–2010), Manager, bspw. Vorstandsvorsitzender der Preussag AG
- Erich Schneider (1900–1970), Ökonom, wirkte als Präsident des Instituts für Weltwirtschaft und Lehrstuhlinhaber der Christian-Albrechts-Universität Kiel
- Rouven Schröder (* 1975), Ex-Fußballspieler, nun Fußballmanager (u. a. 1. FSV Mainz 05)
- Birgit Schrowange (* 1958), Moderatorin
- Josef Schrudde (1920–2004), Kiefer- und Plastischer Chirurg mit div. Pionierarbeiten
- Edgar Selge (* 1948), Schauspieler
- Gustav Selve (1842–1909), Unternehmer (aus Basse & Selve wurde später ThyssenKrupp VDM) und gilt als Wegbereiter des Sozialversicherungswesens, welches von Otto von Bismarck gesetzlich verankert wurde
- René Spies (* 1973), Wintersportler/Olympiateilnehmer
- Sophie Stecker (1864–1957), Unternehmerin der Textilindustrie. Für ihre Verdienste mehrfach ausgezeichnet.
- Hermann Tilke (* 1954), Bauingenieur, u. a. für zahlreiche Rennstrecken der Formel-1 verantwortlich
- Eckhard Uhlenberg (* 1948), CDU-Politiker und Landwirt
- Rosemarie Veltins (1938–1994), leitete die Brauerei in 4. Generation und etablierte sie als eine der größten in Deutschland
- Wolfhard von Boeselager (* 1936), Naturschützer (Wildwald Voßwinkel)
- Dieter von Landsberg-Velen (1925–2012), Vizepräsident des NOK (Nationales Olympisches Komitee), Ehrenpräsident des Malteser Hilfsdienst Deutschland und der Deutschen Reiterlichen Vereinigung (Spitzname Reiter-Graf)
- Friedrich von Schenk (1851–1912), Unternehmer, insb. in Holz- und Papierindustrie, später engagiert in Wasserwirtschaft, Talsperren und Eisenbahn, wodurch die Region um Arnsberg stark profitierte
- Eduard Vossloh (1848–1899), Unternehmer
- Ulrich Walter (* 1954), Physiker und Astronaut
- Hans-Joachim Watzke (* 1959), Unternehmer, u. a. Geschäftsführer des Fußballvereins Borussia Dortmund
- Joachim Weckmann (* 1953), Unternehmer, Pionier in der Bio-Lebensmittel-Verarbeitung
- Günter Wewel (1934–2023), Opernsänger und Moderator
- Sigrid Wulsch (* 1953), Sportlerin, Königin des Silvesterlaufes Werl-Soest
- Cornelia Yzer (* 1961), CDU-Politikerin, von 1997 bis 2012 Hauptgeschäftsführerin des Verbands forschender Pharmaunternehmen
- Henning Zoz (1964–2024), Nanotechnologe und Unternehmer
- Botho Prinz zu Sayn-Wittgenstein-Hohenstein (1927–2008), CDU-Politiker und langjähriger Präsident des Deutschen Roten Kreuzes
- Richard zu Sayn-Wittgenstein-Berleburg (1934–2017), Chef der Häuser Sayn-Wittgenstein-Berleburg und Sayn-Wittgenstein